# Krams (Gumtow)
Krams ist ein bewohnter Gemeindeteil der Gemeinde Gumtow im Landkreis Prignitz in Brandenburg. Es besteht aus „zwanzig Gehöften und einer Sommergartenscheune“.

## Geografie
Der Ort liegt sieben Kilometer nordwestlich von Gumtow. Die Nachbarorte sind Vettin im Norden, Friedheim und Luisenhof im Nordosten, Zarenthin Ausbau, Zarenthin und Döllen im Südosten, Beckenthin und Kunow im Südwesten sowie Lindenberg im Nordwesten.

## Kultur
Der Sender Freies Berlin übertrug manche Konzerte in der Sommergartenscheune. Am 14. Juni 1998 hatte hier Gerhard Gundermann eine Woche vor seinem Tod seinen letzten Auftritt. Der Mitschnitt wurde auf der CD Krams – das letzte Konzert posthum veröffentlicht.